# Francium
Francium [ˈfrantsi̯ʊm] ist ein radioaktives chemisches Element mit dem Elementsymbol Fr und der Ordnungszahl 87. Das Element ist ein Metall, steht in der 7. Periode, 1. IUPAC-Gruppe (Gruppe der Alkalimetalle) und gehört damit zum s-Block.
Francium besitzt von allen Elementen bis zur Ordnungszahl 103 die in ihrer Gesamtheit instabilsten Isotope. Selbst das langlebigste Francium-Isotop 223Fr besitzt eine Halbwertszeit von nur 21,8 Minuten. Wegen dieser Eigenschaft und des Fehlens einer effizienten Kernreaktion zur Herstellung von Francium (223Fr entsteht in 1 % beim Zerfall von 227Ac) kann es nicht in nennenswerten Mengen hergestellt werden. Francium kann nur als Salz in verdünnten Lösungen und hoch verdünnt als Amalgam studiert werden.
Experimente zeigen, dass Francium ein typisches Alkalimetall ist und seinem leichteren Homologon Caesium sehr ähnlich ist. So ist es in wässriger Lösung positiv einwertig und lässt sich analog zu Caesium in Form schwerlöslicher Salze, z. B. als Perchlorat, Tetraphenylborat und Hexachloroplatinat, ausfällen.

## Geschichte
Im Jahre 1871 wurde von Dmitri Iwanowitsch Mendelejew die Existenz eines Elementes vorhergesagt, das den zu diesem Zeitpunkt noch leeren Platz innerhalb seines Periodensystems einnehmen würde. Er beschrieb es als Alkalimetall und gab ihm den Namen Eka-Caesium.
Im Jahre 1925 veröffentlichte Dmitri Dobroserdow eine Theoriestudie, in der er Voraussagen über das Atomgewicht sowie chemische und physikalische Eigenschaften machte. Er nannte das Element Russium.
Ein Jahr danach, im Jahre 1926, beobachteten die englischen Chemiker Gerald Druce und Frederic H. Loring die Spektrallinien des Elements bei Untersuchungen von Mangansulfat. 1929 meldete der amerikanische Physiker Fred Allison die Entdeckung des Elementes bei Untersuchungen von Mineralen und benannte das Element Virginium nach seinem Heimatstaat Virginia. 1936 wiederum gingen der Rumäne Horia Hulubei und die Französin Yvette Cauchois davon aus, das Element entdeckt zu haben, und gaben ihm den Namen Moldavium. Allerdings konnte keine dieser Entdeckungen bei anderen Wissenschaftlern Bestätigung finden.
Erst 1939 konnte Marguerite Perey das Element (als letztes natürlich vorkommendes Element) in Form des Isotops 223Fr als Zerfallsprodukt von Actinium 227Ac zweifelsfrei nachweisen. Es wurde von ihr zunächst der üblichen Konvention folgend Actinium-K genannt. 1946 schlug sie in ihrer Doktorarbeit den Namen Francium (damals noch mit dem Elementsymbol Fa) nach ihrem Vaterland vor. Ihren ursprünglichen Vorschlag Catium (aufgrund der elektropositiven Eigenschaften des Elements) verwarf sie, unter anderem da Irène Joliot–Curie eine Assoziation mit dem englischen „cat“ anstelle von „cation“ befürchtete.

## Eigenschaften
Die physikalischen Eigenschaften sind im Wesentlichen Schätzungen, die durch Extrapolation der Eigenschaften der Alkalimetalle oder durch Modellrechnungen bestimmt wurden. Untersuchungen an kompakten Proben des Metalls oder seiner Verbindungen sind durch die geringen herstellbaren Mengen (wenige Attogramm, ≈10.000 Atome) und die hohe Radioaktivität (Aktivität ist etwa 2-Mio.-mal höher als die der gleichen Menge von 238Pu: sichtbare Mengen würden sofort verdampfen) kaum möglich.
Entgegen der Systematik ist nicht Francium, sondern Caesium das Element mit der geringsten ersten Ionisierungsenergie. Der Grund dafür sind relativistische Effekte.

## Sicherheitshinweise
Einstufungen nach der CLP-Verordnung liegen nicht vor, weil diese nur die chemische Gefährlichkeit umfassen und eine völlig untergeordnete Rolle gegenüber den auf der Radioaktivität beruhenden Gefahren spielen. Auch Letzteres gilt nur, wenn es sich um eine dafür relevante Stoffmenge handelt.